# Cesate
Cesate – miejscowość i gmina we Włoszech, w regionie Lombardia, w prowincji Mediolan.
Według danych na rok 2004 gminę zamieszkiwało 12 311 osób, 2462,2 os./km².